# 素晴らしきドケチ家族
『素晴らしきドケチ家族』（すばらしきドケチかぞく）は、1999年4月9日から2000年3月17日までテレビ東京系列局で放送されていたテレビ東京製作のバラエティ番組である。放送時間は毎週金曜 19:00 - 19:54 （日本標準時）。

## 概要
毎回1組の一般家族をスタジオに招き、各自が実践している節約方法や切り詰め生活でのエピソードなどを紹介してもらっていた。レギュラーコーナーとして、ドケチな人物と浪費癖のある人物との間に起きたトラブルをゲスト出演者が裁く「ケチトラブル」のコーナー、料理人たちが予算100円の料理作りに挑戦する「一流店100円ドケチ料理」のコーナーがあった。
元々は特別番組として放送されていたもので、1999年春の改編でゴールデンタイムのレギュラー番組に昇格したが、番組は1年で終了した。

## 出演者

### 司会
- 堺正章
- 大神いずみ

### ナレーター
- 佐藤B作[2]

## 関連書籍
- 素晴らしきドケチ家族（1999年11月、編集：テレビ東京、発行：ソニー・マガジンズ、ISBN 4-7897-1486-1）